# محله لاتین (فیلم)
«محله لاتین» (انگلیسی: Latin Quarter) یک فیلم است که در سال ۱۹۴۵ منتشر شد.